# Neewiller-près-Lauterbourg
Neewiller-près-Lauterbourg je občina v departmaju Bas-Rhin francoske regije Alzacija.
Leta 2012 je v občini živelo 634 oseb oz. 86 oseb/km².